# Vov (Azerbaigian)
Vov è un comune dell'Azerbaigian situato nel distretto di Lerik. Conta una popolazione di 462 abitanti.